# Arlington (Minnesota)
Arlington es una ciudad ubicada en el condado de Sibley en el estado estadounidense de Minnesota. En el Censo de 2010 tenía una población de 2233 habitantes y una densidad poblacional de 550,55 personas por km².

## Geografía
Arlington se encuentra ubicada en las coordenadas 44°36′30″N 94°4′35″O / 44.60833, -94.07639. Según la Oficina del Censo de los Estados Unidos, Arlington tiene una superficie total de 4.06 km², de la cual 4.06 km² corresponden a tierra firme y (0%) 0 km² es agua.

## Demografía
Según el censo de 2010, había 2233 personas residiendo en Arlington. La densidad de población era de 550,55 hab./km². De los 2233 habitantes, Arlington estaba compuesto por el 94.09% blancos, el 0.13% eran afroamericanos, el 0.13% eran amerindios, el 0.67% eran asiáticos, el 0% eran isleños del Pacífico, el 3.58% eran de otras razas y el 1.39% pertenecían a dos o más razas. Del total de la población el 9.45% eran hispanos o latinos de cualquier raza.